# Déplacement quadratique moyen

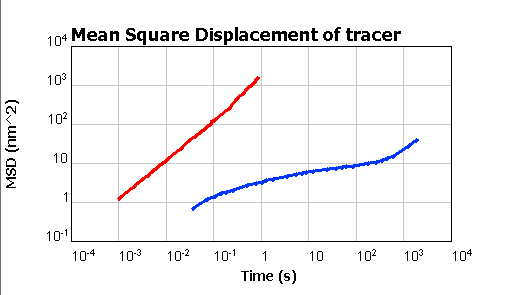
graphique du déplacement quadratique moyen.

En mécanique statistique, le déplacement quadratique moyen  (DQM, ou MSD, de l'anglais mean square displacement) est une mesure de l'éloignement d'une particule par rapport à une position de référence dans le temps. C'est la mesure la plus courante du mouvement aléatoire et peut être considérée comme une mesure de la partie "explorée" du système par un marcheur aléatoire. Dans le domaine de la biophysique et de l'ingénierie environnementale, le déplacement quadratique moyen est mesuré au fil du temps pour déterminer si une particule se propage lentement en raison de la diffusion, ou si une force d'advection est présente. Il joue un rôle clé dans le facteur Debye-Waller (décrivant les vibrations à l'intérieur de l'état solide) ainsi que dans l'équation de Langevin (décrivant la diffusion d'une particule brownienne). Il existe aussi une formulation légèrement différente consistant à prendre le double de la racine carrée du déplacement quadratique moyen est également utilisé dans l'étude des phénomènes de transport et de mélange dans le domaine de l'ingénierie environnementale.
Le déplacement quadratique moyen au temps {\displaystyle t} est défini comme une moyenne d'ensemble :
{\displaystyle {\text{MSD}}\equiv \langle |\mathbf {x} (t)-\mathbf {x_{0}} |^{2}\rangle ={\frac {1}{N}}\sum _{i=1}^{N}|\mathbf {x^{(i)}} (t)-\mathbf {x^{(i)}} (0)|^{2}}
où N est le nombre de particules à moyenner, {\displaystyle \mathbf {x^{(i)}} (0)=\mathbf {x_{0}^{(i)}} } est la position de référence de la {\displaystyle i}-ième particule, et {\displaystyle \mathbf {x^{(i)}} (t)} est la position de la {\displaystyle i}-ième particule au temps t.

## Dérivation du DQM pour une particule brownienne en 1D
La fonction de densité de probabilité d'une particule dans un espace à une dimension est trouvée en résolvant l'équation de diffusion unidimensionnelle. Cette équation indique que la densité de probabilité de position se diffuse dans le temps - c'est la méthode utilisée par Einstein pour décrire une particule brownienne. Une autre méthode pour décrire le mouvement d'une particule brownienne a été décrite par Langevin dans l'équation de Langevin :
{\displaystyle {\frac {\partial p(x,t\mid x_{0})}{\partial t}}=D{\frac {\partial ^{2}p(x,t\mid x_{0})}{\partial x^{2}}},}
compte tenu de la condition initiale {\displaystyle p(x_{0},t=0\mid x_{0})=\delta (x-x_{0})} ; où {\displaystyle x(t)} est la position de la particule à un instant donné, {\displaystyle x_{0}} est la position initiale de la particule marquée, et {\displaystyle D} est la constante de diffusion, dont les unités SI sont {\displaystyle m^{2}s^{-1}}, ce qui constitue une mesure indirecte de la vitesse de la particule. La barre verticale dans le terme de gauche correspond à une probabilité conditionnelle.
L'équation différentielle ci-dessus prend la forme d'une équation de chaleur 1D. La fonction de densité unidimensionnel ci-dessus est la fonction de Green de l'équation de la chaleur (également connue sous le nom de noyau de chaleur en mathématiques) :
{\displaystyle P(x,t)={\frac {1}{\sqrt {4\pi Dt}}}\exp \left(-{\frac {(x-x_{0})^{2}}{4Dt}}\right).}
Cela indique que la probabilité de trouver la particule à {\displaystyle x(t)} est gaussien, et que la largeur du gaussien dépend du temps. Plus précisément, la largeur à mi-hauteur (LMH) est proportionnelle à
{\displaystyle {\text{LMH}}\sim {\sqrt {t}}.}
En utilisant la fonction de densité, on est capable de dériver la moyenne d'une fonction donnée, {\displaystyle L}, au moment {\displaystyle t} :
{\displaystyle \langle L(t)\rangle \equiv \int _{-\infty }^{\infty }L(x,t)P(x,t)\,dx,}
où la moyenne est prise sur tout l'espace (ou toute variable applicable).
Le déplacement quadratique moyen est défini comme
{\displaystyle {\text{MSD}}\equiv \langle (x(t)-x_{0})^{2}\rangle ,}
développant la moyenne d'ensemble
{\displaystyle \langle (x-x_{0})^{2}\rangle =\langle x^{2}\rangle +x_{0}^{2}-2x_{0}\langle x\rangle ,}
abandonnant la notation explicite de dépendance temporelle pour plus de clarté. Pour trouver le déplacement quadratique moyen, on peut utiliser deux méthodes : on peut calculer explicitement {\displaystyle \langle x^{2}\rangle } et {\displaystyle \langle x\rangle }, puis injecter le résultat dans la définition du déplacement quadratique moyen ; ou on peut trouver la fonction génératrice des moments, une fonction particulièrement utile et générale lorsqu'il s'agit de densités de probabilité. La fonction génératrice de moment décrit le {\displaystyle k}-ième moment de la fonction de densité. Le premier moment du déplacement de la fonction de densité illustré ci-dessus est simplement la moyenne : {\displaystyle \langle x\rangle }. Le deuxième moment est donné par {\displaystyle \langle x^{2}\rangle }.
Ainsi, pour trouver la fonction génératrice des moments, il convient d'introduire la fonction caractéristique :
{\displaystyle G(k)=\langle e^{ikx}\rangle \equiv \int _{I}e^{ikx}P(x,t\mid x_{0})\,dx,}
où, après avoir développé l'exponentielle ci-dessus, on obtient
{\displaystyle G(k)=\sum _{m=0}^{\infty }{\frac {(ik)^{m}}{m!}}\mu _{m}.}
En prenant le logarithme naturel de la fonction caractéristique, une nouvelle fonction est produite : la fonction génératrice cumulante
{\displaystyle \ln(G(k))=\sum _{m=1}^{\infty }{\frac {(ik)^{m}}{m!}}\kappa _{m},}
où {\displaystyle \kappa _{m}} est le {\displaystyle m}-ième cumulant de {\displaystyle x}. Les deux premiers cumulants sont liés aux deux premiers moments, {\displaystyle \mu }, via {\displaystyle \kappa _{1}=\mu _{1}} et {\displaystyle \kappa _{2}=\mu _{2}-\mu _{1}^{2}}, où le deuxième cumulant est la soi-disant variance {\displaystyle \sigma ^{2}}. Avec ces définitions prises en compte, on peut étudier les moments de fonction de densité de la particule brownienne
{\displaystyle G(k)={\frac {1}{\sqrt {4\pi Dt}}}\int _{I}\exp(ikx)\exp \left(-{\frac {(x-x_{0})^{2}}{4Dt}}\right)\,dx.}
En complétant le carré et connaissant l'aire totale sous une gaussienne on arrive à
{\displaystyle G(k)=\exp(ikx_{0}-k^{2}Dt).}
En prenant le logarithme naturel et en comparant les puissances de {\displaystyle ik} de la fonction génératrice de cumulant, le premier cumulant est
{\displaystyle \kappa _{1}=x_{0},}
ce qui est le résultat attendu, c'est-à-dire que la position moyenne est le centre de la gaussienne. Le deuxième cumulant est
{\displaystyle \kappa _{2}=2Dt,\,}
où le facteur 2 provient de la factorielle au dénominateur de la fonction génératrice. On peut alors calculer le deuxième moment, qui est
{\displaystyle \mu _{2}=\kappa _{2}+\mu _{1}^{2}=2Dt+x_{0}^{2}.}
En injectant les résultats des premier et deuxième moments, on obtient finalement l'expression du déplacement quadratique moyen, à savoir
{\displaystyle \langle (x(t)-x_{0})^{2}\rangle =2Dt.}

## Dérivation pourndimensions
Pour une particule brownienne dans l'espace euclidien de dimension supérieure, sa position est représentée par un vecteur {\displaystyle \mathbf {x} =(x_{1},x_{2},\ldots ,x_{n})}, où les coordonnées cartésiennes {\displaystyle x_{1},x_{2},\ldots ,x_{n}} sont statistiquement indépendantes.
La fonction de distribution de probabilité à n variables est le produit des solutions fondamentales dans chaque variable ; c'est-à-dire
{\displaystyle P(\mathbf {x} ,t)=P(x_{1},t)P(x_{2},t)\dots P(x_{n},t)={\frac {1}{\sqrt {(4\pi Dt)^{n}}}}\exp \left(-{\frac {\mathbf {x} \cdot \mathbf {x} }{4Dt}}\right).}
Le déplacement quadratique moyen est défini comme
{\displaystyle {\rm {MSD}}\equiv \langle |\mathbf {x} -\mathbf {x_{0}} |^{2}\rangle =\langle (x_{1}(t)-x_{1}(0))^{2}+(x_{2}(t)-x_{2}(0))^{2}+\dots +(x_{n}(t)-x_{n}(0))^{2}\rangle }
Toutes les coordonnées étant indépendantes, leur écart par rapport à la position de référence est également indépendant. Ainsi,
{\displaystyle {\text{MSD}}=\langle (x_{1}(t)-x_{1}(0))^{2}\rangle +\langle (x_{2}(t)-x_{2}(0))^{2}\rangle +\dots +\langle (x_{n}(t)-x_{n}(0))^{2}\rangle }
Pour chaque coordonnée, en suivant la même dérivation que dans le scénario 1D ci-dessus, l'on trouve que le déplacement quadratique moyen dans cette dimension est {\displaystyle 2Dt} . Par conséquent, le résultat final du déplacement quadratique moyen dans le mouvement brownien à n dimensions est :
{\displaystyle {\text{MSD}}=2nDt.}

## DQM pour les décalages temporels
Dans les mesures de suivi de particules uniques, les déplacements peuvent être définis pour différents intervalles de temps entre les positions (également appelés décalages temporels ou temps de latence). Ces mesures donnent la trajectoire {\displaystyle {\vec {r}}(t)=[x(t),y(t)]}, représentant une particule subissant une diffusion bidimensionnelle.
En supposant que la trajectoire d'une seule particule mesurée à des points temporels {\displaystyle 1\,\Delta t,2\,\Delta t,\ldots ,N\,\Delta t}, où {\displaystyle \Delta t} est un quantité fixe, alors il y a {\displaystyle N(N-1)/2} déplacements vers l'avant non triviaux {\displaystyle {\vec {d}}_{ij}={\vec {r}}_{j}-{\vec {r}}_{i}} ({\displaystyle 1\leqslant i<j\leqslant N} ; les cas où {\displaystyle i=j} ne sont pas pris en compte) qui correspondent à des intervalles de temps (ou décalages temporels) {\displaystyle \,\Delta t_{ij}=(j-i)\,\Delta t} . Par conséquent, il existe de nombreux déplacements distincts pour les petits décalages temporels, et très peu pour les grands décalages temporels. Le déplacement quadratique moyen peut alors être défini comme moyenne des décalages temporels, :
{\displaystyle {\overline {\delta ^{2}(n)}}={\frac {1}{N-n}}\sum _{i=1}^{N-n}{({\vec {r}}_{i+n}-{\vec {r}}_{i}})^{2}\qquad n=1,\ldots ,N-1.}
De même, pour des temps continues :
{\displaystyle {\overline {\delta ^{2}(\Delta )}}={\frac {1}{T-\Delta }}\int _{0}^{T-\Delta }[r(t+\Delta )-r(t)]^{2}\,dt}
Il est clair que choisir {\displaystyle T} grand et {\displaystyle \Delta \ll T} peut améliorer les performances statistiques. Cette technique nous permet d'estimer le comportement de l'ensemble des particules du système en mesurant simplement une seule trajectoire. Il est cependant à noter que cette procédure n'est valable que pour les systèmes ergodiques, comme le mouvement brownien classique, le mouvement brownien fractionnaire et la marche aléatoire continue avec distribution limitée des temps d'attente, c'est-à-dire {\displaystyle {\overline {\delta ^{2}(\Delta )}}=\left\langle [r(t)-r(0)]^{2}\right\rangle }, où {\displaystyle \left\langle \cdot \right\rangle } désigne la moyenne des ensembles. Cependant, pour les systèmes non ergodiques, comme la marche aléatoire avec un temps d'attente non borné, comme le temps d'attente peut aller à l'infini à un moment donné, l'on a que {\displaystyle {\overline {\delta ^{2}(\Delta )}}} dépend fortement de {\displaystyle T} et donc {\displaystyle {\overline {\delta ^{2}(\Delta )}}} et {\displaystyle \left\langle [r(t)-r(0)]^{2}\right\rangle } ne sont alors plus égaux. Afin d'obtenir des comportements asymptotiques facilement manipulables, il est possible d'introduire le temps moyen caractéristique du déplacement quadratique moyen :
{\displaystyle \left\langle {\overline {\delta ^{2}(\Delta )}}\right\rangle ={\frac {1}{N}}\sum {\overline {\delta ^{2}(\Delta )}}}
Ici {\displaystyle \left\langle \cdot \right\rangle } correspond à la moyenne de N ensembles. 
De plus, on peut facilement dériver la fonction d'autocorrélation du déplacement quadratique moyen :
{\displaystyle \left\langle {[r(t)-r(0)]^{2}}\right\rangle =\left\langle r^{2}(t)\right\rangle +\left\langle r^{2}(0)\right\rangle -2\left\langle r(t)r(0)\right\rangle }, où {\displaystyle \left\langle r(t)r(0)\right\rangle } est la fonction dite d'autocorrélation pour la position des particules.

## DQM dans la pratique
Les méthodes expérimentales pour déterminer les déplacements quadratiques moyens comprennent la diffusion de neutrons et la spectroscopie de corrélation de photons.
La relation linéaire entre le déplacement quadratique moyen et le temps t permet aux méthodes graphiques de déterminer la constante de diffusion D. Ceci est particulièrement utile pour les calculs approximatifs de la diffusivité dans les systèmes environnementaux. Dans certains modèles de dispersion atmosphérique, la relation entre le déplacement quadratique moyen et le temps t n'est pas linéaire ; au lieu de cela, une série de lois de puissance représentant empiriquement la variation de la racine carrée de celui-ci en fonction de la distance sous le vent est couramment utilisée pour étudier le phénomène de dispersion.